# Johann Adam Delsenbach

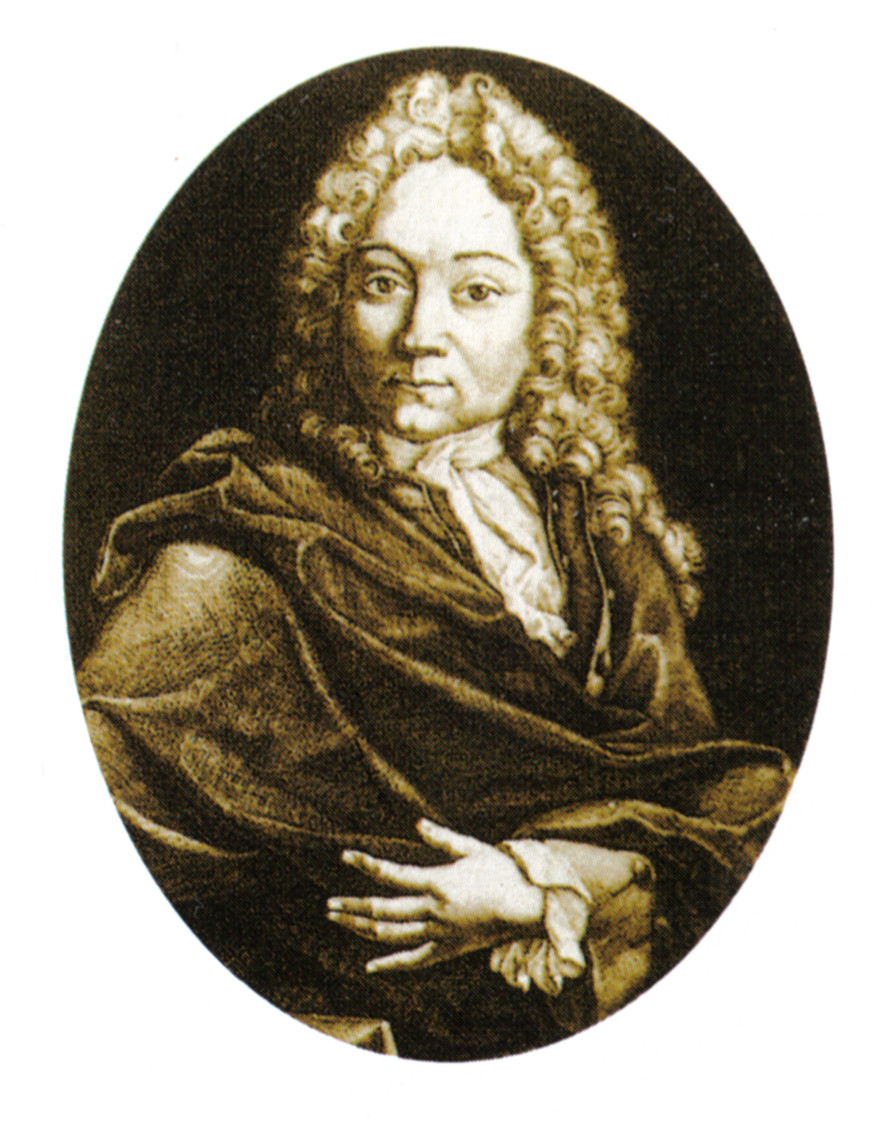
Selbstporträt im Alter von 28 Jahren, Kupferstich von 1715

Johann Adam Delsenbach (* 9. Dezember 1687 in Nürnberg; † 16. Mai 1765 ebenda) war ein fränkischer Künstler und Kupferstecher, der hauptsächlich in Nürnberg wirkte.

## Leben
Johann Adam Delsenbach absolvierte eine dreijährige Lehre bei dem Porträtstecher Augustin Fleischmann und besuchte die Nürnberger Malerakademie. Auf seiner Wanderschaft kam er 1708 nach Leipzig und reiste 1710 nach Wien, wohin ihn der kaiserliche Oberlandbaumeister Johann Bernhard Fischer von Erlach zur Anfertigung der Kupferstichtafeln für sein großes Architekturwerk berufen hatte.
Als im Jahre 1713 in Wien die Pest ausbrach, kam er nach Nürnberg zurück, ging jedoch im Jahre 1718 wiederum nach Wien, wo er im Auftrag Carl Gustav Heraeus Illustrationen für ein Medaillenwerk anfertigte. Im selben Jahr wurde er von Anton Florian Fürst von Liechtenstein zu seinem Hofkupferstecher ernannt.
Nach dem Tod von Fürst von Liechtenstein im Jahre 1721 lebte er wieder in Nürnberg. Nach einer Reise nach Holland im Jahre 1733 wurde er Genannter des Größeren Rats der Stadt Nürnberg.
Delsenbach war insgesamt drei Mal verheiratet. Sein Grab befindet sich auf dem Johannisfriedhof in Nürnberg. 

## Werk

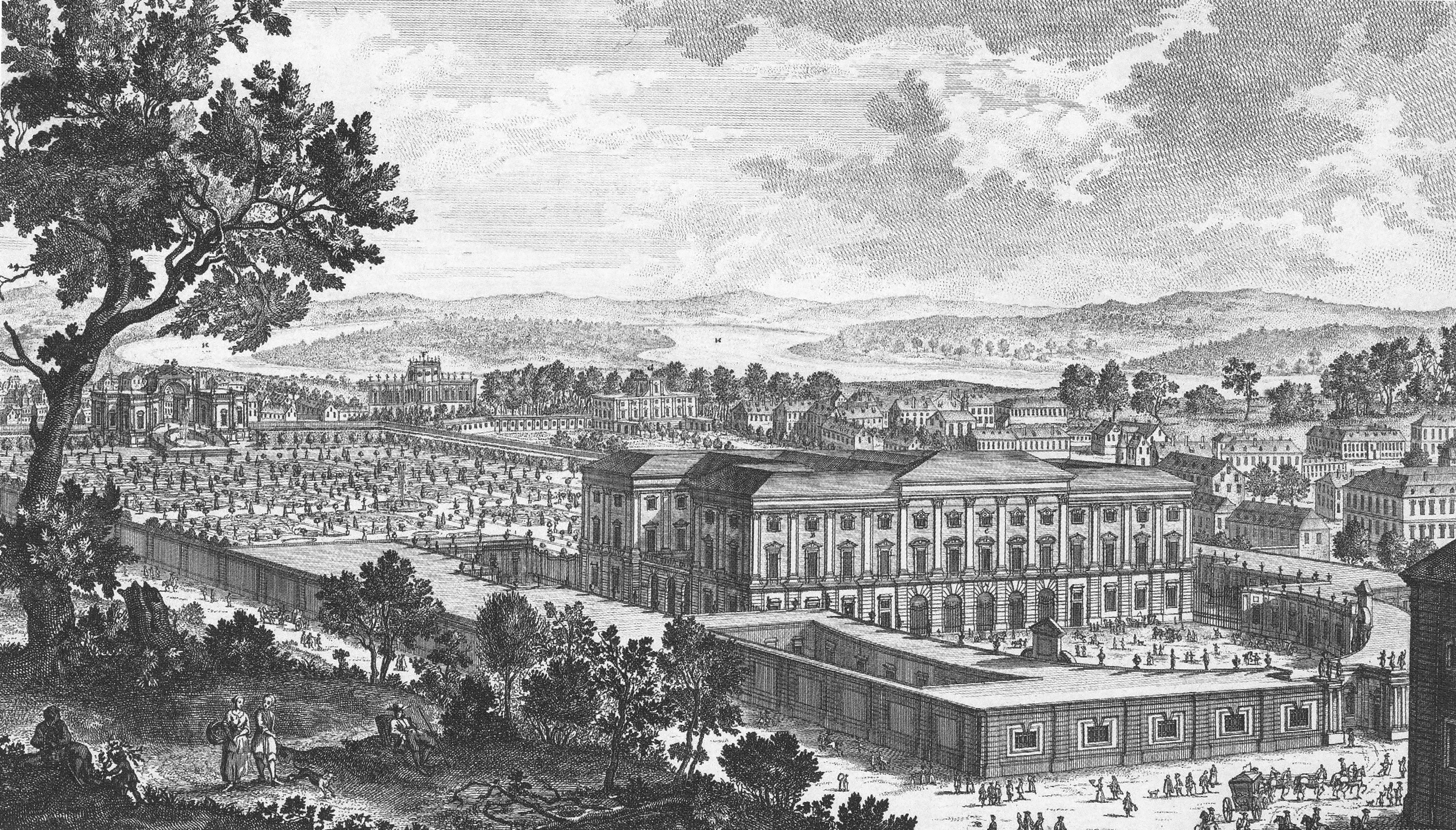
Gartenpalais Liechtenstein in Wien - Kupferstich von Johann Adam Delsenbach nach einer Zeichnung von Joseph Emanuel Fischer von Erlach, 1715

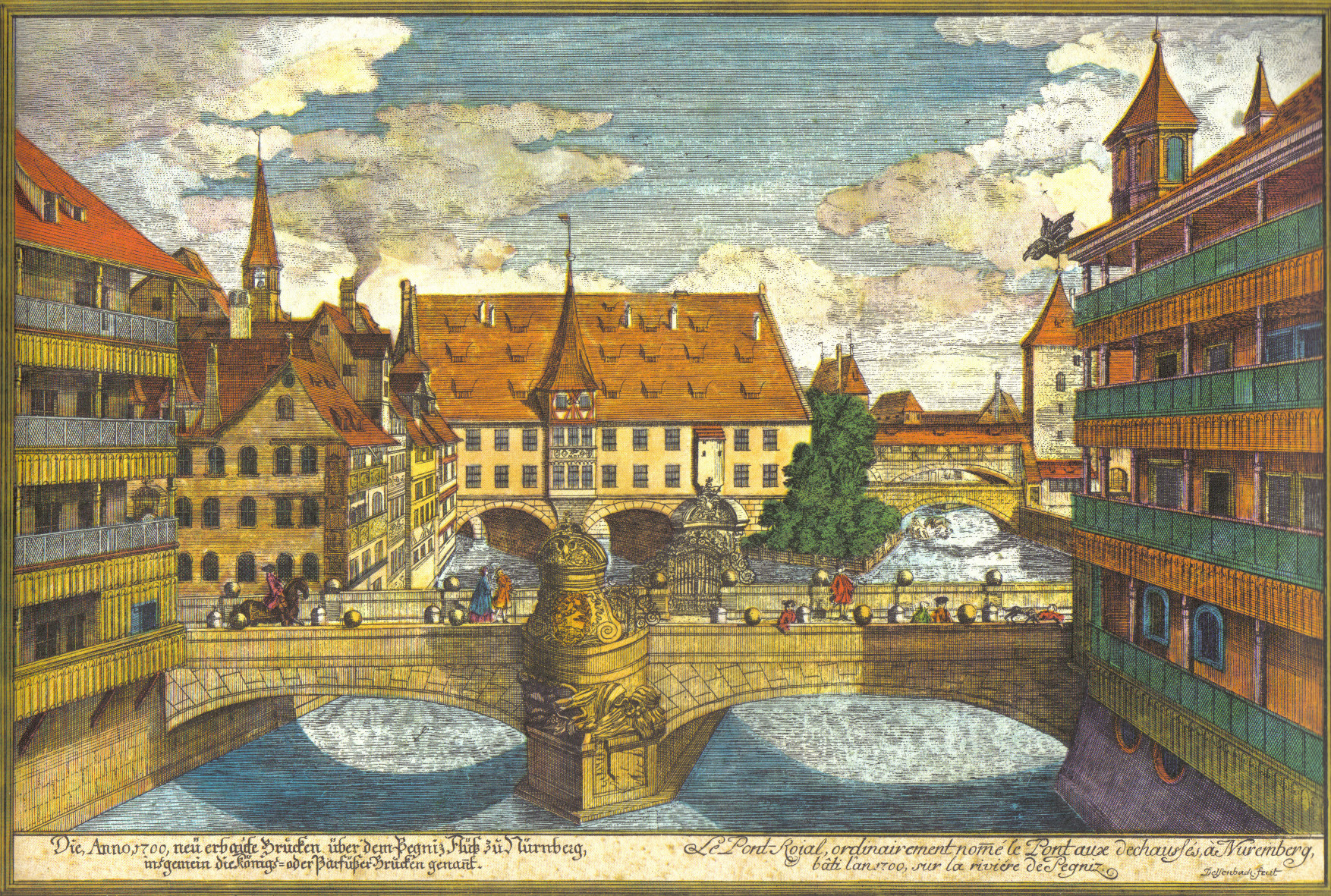
Kupferstich Delsenbachs: Darstellung der Barfüßerbrücke (heute: Museumsbrücke) und des Heilig-Geist-Spitals in Nürnberg

Seine zahlreichen, in mehreren Sammelwerken herausgegebenen Stadtansichten, darunter von Nürnberg und eine der seltenen Totalansichten von Wien, stellen wertvolle Quellen für die Architektur- und Stadtgeschichtsforschung dar.
Ebenso wichtig für die heutige Forschung dürften die sehr detaillierten kolorierten Kupferstiche der Reichskleinodien sein, die er im Jahre 1751 im Auftrag des Nürnberger Magistrats schuf. Diese Stiche wurden erst im Jahre 1790 unter dem Namen Wahre Abbildung der sämtlichen Reichskleinodien veröffentlicht. (Digitalisat)
Nahezu vollständig vorhanden ist das grafische Werk Delsenbachs in der Grafischen Sammlung der Stadt Nürnberg.

## Rezeption
Im Nürnberger Stadtteil Wetzendorf wurde eine Straße nach ihm benannt. Im Jahr 1932 wurde in Wien-Simmering (11. Bezirk) die Delsenbachgasse nach ihm benannt.